# Karl-Wilhelm Röhm

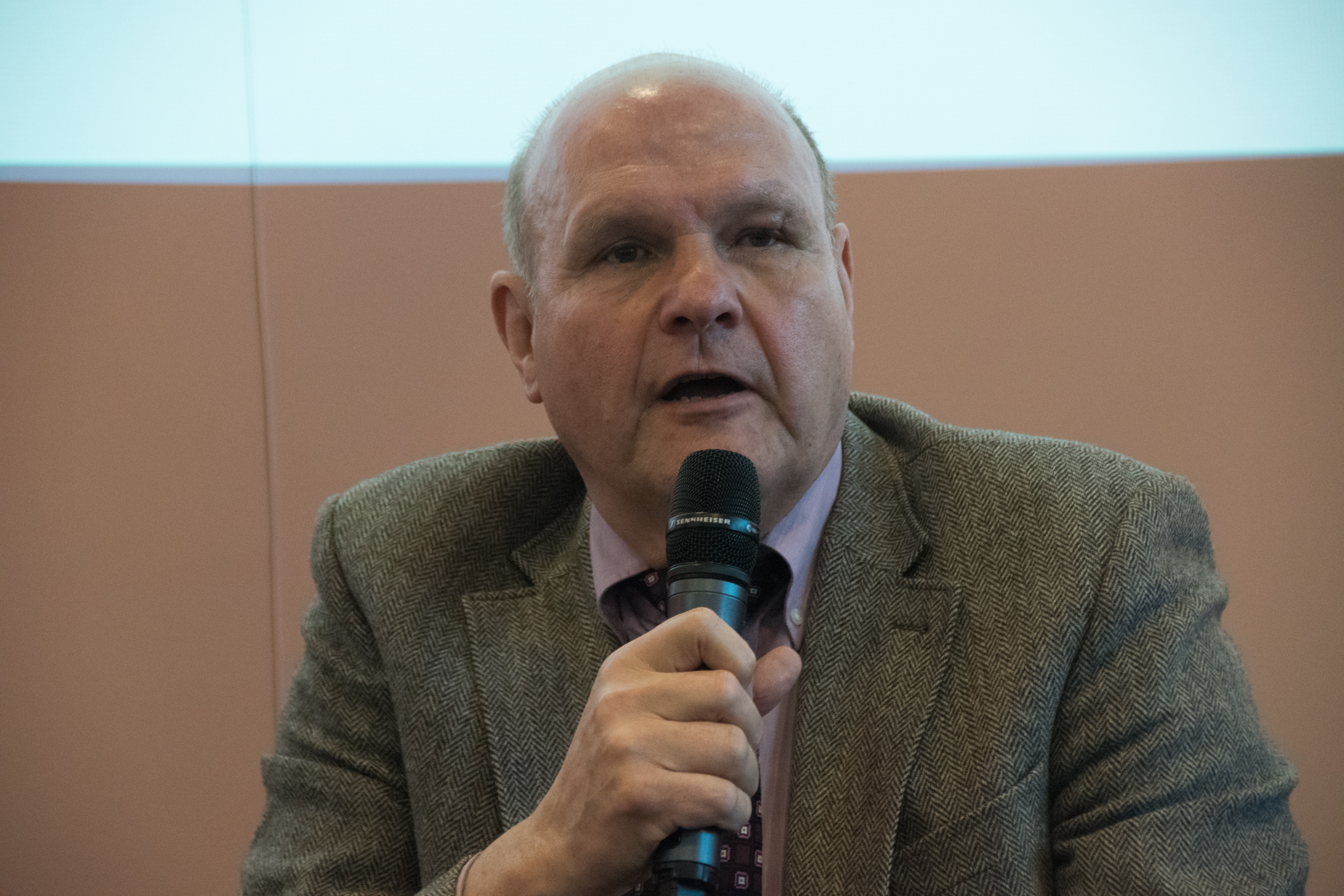
Karl-Wilhelm Röhm (2017)

Karl-Wilhelm Röhm (* 25. Mai 1951 in Tübingen) ist ein deutscher Politiker (CDU). Von 2001 bis 2021 war er Abgeordneter im Landtag von Baden-Württemberg.

## Leben und Beruf
Nach dem Abitur 1970 leistete Röhm seinen Wehrdienst ab und durchlief auch die Ausbildung zum Reserveoffizier; er wurde inzwischen bis zum Oberstleutnant der Reserve befördert. Nach dem Wehrdienst absolvierte er ein Studium in Englisch und Sport an der Universität Stuttgart, der Eberhard-Karls-Universität Tübingen und der Newcastle University, welches er 1978 mit dem ersten und 1980 mit dem zweiten Staatsexamen beendete. Danach war er bis 1985 als Lehrer an der Urspringschule und von 1985 bis 1999 am Graf Eberhard-Gymnasium in Bad Urach tätig. Von 1999 bis 2015 leitete er als Oberstudiendirektor das Gymnasium in Münsingen.
Karl Wilhelm Röhm ist evangelisch, verheiratet und hat zwei Kinder.

## Partei
Von 1971 bis 1973 war Röhm Mitglied im CDU-Kreisvorstand Münsingen, von 1973 bis 1999 im CDU-Kreisvorstand Reutlingen.

## Abgeordneter
Seit 1999 ist Röhm Mitglied des Gomadinger Gemeinderats, seit 2004 des Reutlinger Kreistags.
Ab 2001 war er als direkt gewählter Abgeordneter des Wahlkreises Hechingen-Münsingen Mitglied des Landtages von Baden-Württemberg. Bei der Landtagswahl 2006 wurde er mit 48,1 %, bei der Landtagswahl 2011 mit 44,5 % und bei der Landtagswahl 2016 mit 28,5 % der Stimmen wiedergewählt. Er war stellvertretender Vorsitzender der CDU-Fraktion.
Bei der Landtagswahl 2021 kandidierte er nicht erneut.

## Gesellschaftliche Ämter
Seit Studientagen ist er Mitglied der Burschenschaft Hohenheimia Stuttgart und der Straßburger Burschenschaft Arminia zu Tübingen. Röhm gehörte zu den Gründungsmitgliedern der Bürgeraktion Gesamtdeutschland. Seit 1990 ist er Vorsitzender des SV Gomadingen.
Seit 1991 ist und war Röhm im Kirchengemeinderat und in der evangelischen Bezirkssynode aktiv. 2019 wurde Röhm auf der Wahlliste des evangelikal-pietistisch geprägten Gesprächskreises Lebendige Gemeinde in die Landessynode der Evangelischen Landeskirche in Württemberg gewählt.